# Jean Cassart
Pour les articles homonymes, voir Cassart.
Jean Cassart, chanoine, né le 17 juin 1908 à Anderlues et décédé à Tournai, le 21 mai 1991, est un prêtre catholique, résistant, déporté, puis éminent généalogiste, président de la Société royale d'histoire et d'archéologie de Tournai et conservateur du Trésor de la cathédrale.

## Biographie

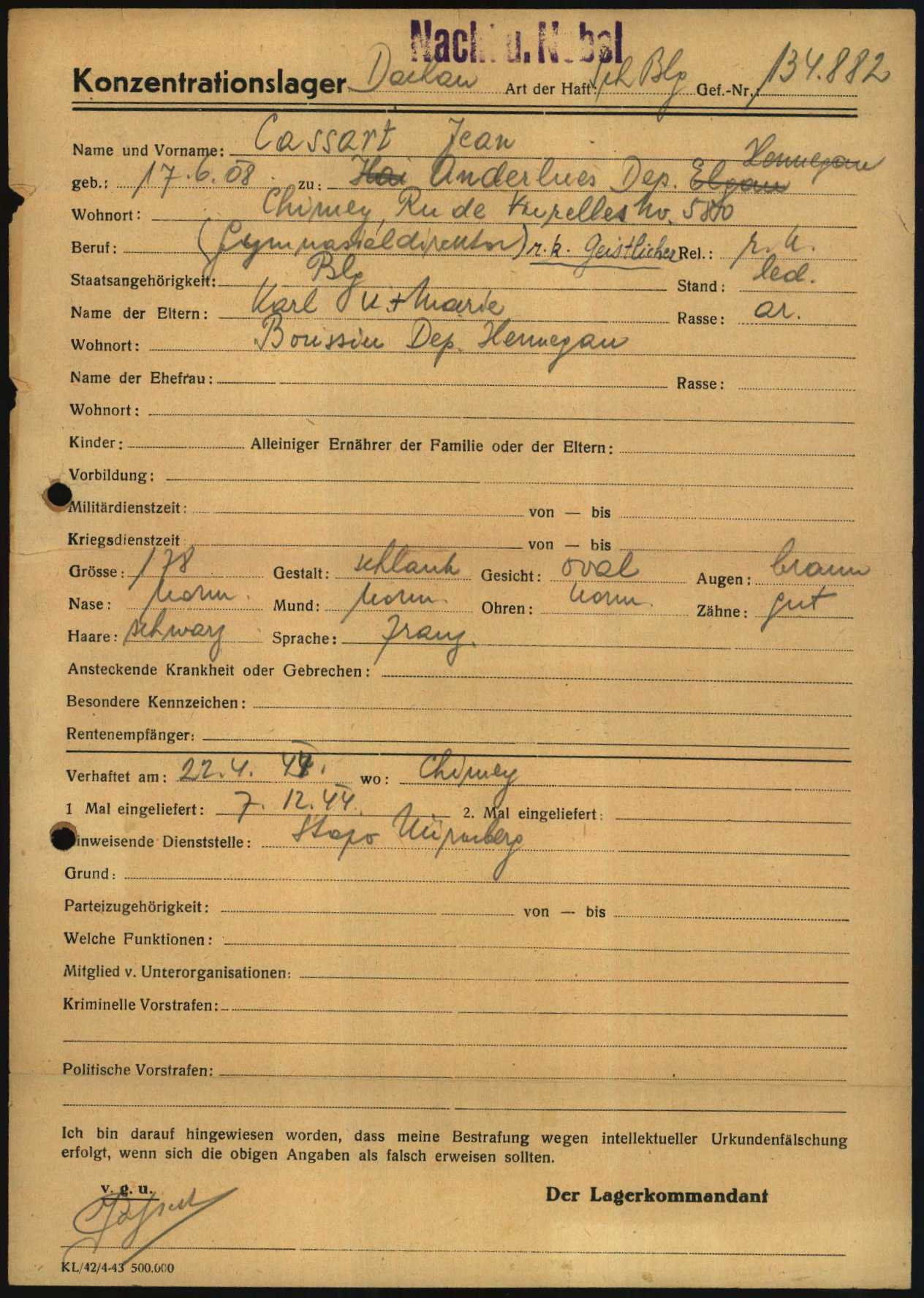
Formulaire d'enregistrement de Jean Cassart en tant que prisonnier dans le camp de concentration nazi de Dachau

Jean Cassart grandit au milieu d'une famille de six enfants. Il sera le plus jeune distributeur de La Libre Belgique clandestine au cours de la guerre 1914-1918. Plus tard, l'évêque de Tournai, Gaston-Antoine Rasneur, l'envoie à l'université catholique de Louvain faire trois années de philosophie. Il est ordonné prêtre en 1931. De 1931 à 1941 il est professeur au petit séminaire de Bonne-Espérance. En janvier 1941 il est appelé à présider aux destinées du collège Saint-Joseph à Chimay. Arrêté en 1943, pour avoir refusé de communiquer à l'occupant la liste de ses élèves, il fera un séjour à la prison de Charleroi. Le 6 décembre 1944, il aboutit à Dachau (il cachait des juifs et des réfractaires), mais, doué d'une robuste constitution, il tient le coup jusqu'à sa libération par les américains en 1945. Lorsque la société royale d'Histoire et d'archéologie sort de sa léthargie, c'est Jean Cassart qui en devient le premier secrétaire. Nommé en 1953, chanoine honoraire du Chapitre, il devient, en 1957, conservateur du prestigieux trésor de la cathédrale. En 1964, le chanoine Cassart ajoute à toutes ces charges, celle de juge prosynodal à l'Officialité (tribunal ecclésiastique diocésain). Élu président de la Société royale d'histoire et d'archéologie de Tournai en 1976, le chanoine Jean Cassart a été l'objet de nombreuses distinctions civiles et militaires. Enfin, le 2 avril 1981, il reçut des mains du gouverneur de la province, le prix quinquennal des Amis du Hainaut pour la période 1975-1980.

## Citations au sujet du chanoine
« Le goût du passé et des beaux-arts semble lui être venu dès son adolescence. Une famille cultivée, héritière d'une longue et haute ascendance, un oncle amateur éclairé d'antiquités et collectionneur averti, un séjour de près de dix années comme professeur dans une ancienne abbaye où chaque pierre parle à qui veut écouter des temps révolus et de leurs fastes, voilà, dans doute, les sources de ce qui deviendra pour lui une passion et une occupation de tous les jours.  »
« Nommé professeur-titulaire de quatrième latine, il enseigne, pendant un an, la religion, le latin, le grec et le français. En 1932, on lui confie la classe de syntaxe qu'il conserve cinq ans. De César, il passe à Virgile et de Xénophon à Hérodote. Il s'occupe beaucoup de ses élèves et veille à garder le contact avec les anciens; c'est ainsi qu'il fonde, en 1935, "Bona Spes", un bulletin de liaison toujours vivace. En 1937, il monte en rhétorique. Ses cours sur Cicéron, Tite-Live, Homère ou les tragiques grecs, Bossuet ou Racine sont très appréciés. Plus conscient que jamais de ses responsabilités d'éducateur, il multiplie les initiatives pédagogiques et organise des "études de lecture" pour ses élèves. Soucieux de culture générale et de formation humaniste, il préconise le travail personnel et publie des articles remarqués dans "Les Études Classiques" et "Nova et Vetera". »
« Le 9 janvier 1941, l'abbé Jean Cassart est appelé à présider aux destinées du collège Saint-Joseph à Chimay. »
« Le 2 avril 1979, le conseil général de France lui conférait, au nom du Gouvernement de la République, le titre de Chevalier de l'Ordre des palmes académiques. »

## Ses écrits
Liste non exhaustive :

de Lantwyck

- Chanoine Jean Cassart, Les origines du monastère de Nazareth à Ath (1463)
- Chanoine Jean Cassart, de LANTWIJCK, Essai d'une généalogie de cette famille du XVe   au   XVIIIe siècle, Brabantica, X, 1re partie, 1971, p. 163–210.
- Chanoine Jean Cassart, La restauration de la châsse de Notre-Dame en 1889-1890 (p. 96–110).
- Chanoine Jean Cassart, Éloge funèbre de M. le Chanoine Lucien Fourez 8 p.
- Société Royale d'Histoire et d'Archéologie de Tournai[6], Mélanges offerts au chanoine Jean Cassart à l'occasion de son 75e anniversaire, 1984 - 622 pages

## Sa revue
- Bona Spes. Bulletin de l'Association royale des anciens du collège Notre-Dame de Bonne-Espérance, Vellereille-les-Brayeux.Trimestriel fondé par le chanoine Jean Cassart en 1935.